# Żeglarz lodowy
Żeglarz lodowy – zniesiony w 2006 roku stopień żeglarski. Obecnie do uprawiania żeglarstwa lodowego nie są wymagane patenty.

## Wymagania (do 2006 roku)
Ukończenie 12. roku życia oraz odbycie kursu szkoleniowego.

## Uprawnienia (do 2006 roku)
Patent żeglarza lodowego uprawniał do prowadzenia ślizgów lodowych o powierzchni pomiarowej żagla do 6 m², pod nadzorem.